# L'Ami y'a bon (film)
Pour l’article homonyme, voir L'ami Y'a bon.
Pour plus de détails, voir Fiche technique et Distribution.
L'Ami y'a bon est un court métrage d'animation franco-allemand réalisé par Rachid Bouchareb, sorti en 2005.
Bouchareb prolongera ce travail l'année suivante avec le film Indigènes,,.

## Synopsis
La France déclare la guerre à l'Allemagne en 1939. Les colonies françaises sont un important réservoir d'hommes. Aby est mobilisé pour voler au secours de la mère Patrie. Il quittera le Sénégal pour la France. La débâcle de l'armée française conduit Aby dans un camp de prisonniers en Allemagne. Libéré en 1944, il rentre au pays. Il meurt massacré à Thiaroye sous les balles de l'armée française.

## Fiche technique
- Réalisation : Rachid Bouchareb
- Production : Tessalit Productions, Thoke+Moebius Film, Tassili Film
- Scénario : Rachid Bouchareb
- Story board : Franck Lecavorsin
- Dessins et direction artistique 2D : Frédéric Mauve
- Animation 3D : Aurore Rousset, Bruno Turbot
- Son : Olivier Walczak
- Musique : Franck Rubio, L'Orchestre du Havre
- Montage : Brigitte Chevalier

## Tournage
Une partie des scènes est tournée dans les ruines de la chapelle Sainte-Élisabeth de Trégunc, dans le Finistère.